# 皇家拱廊

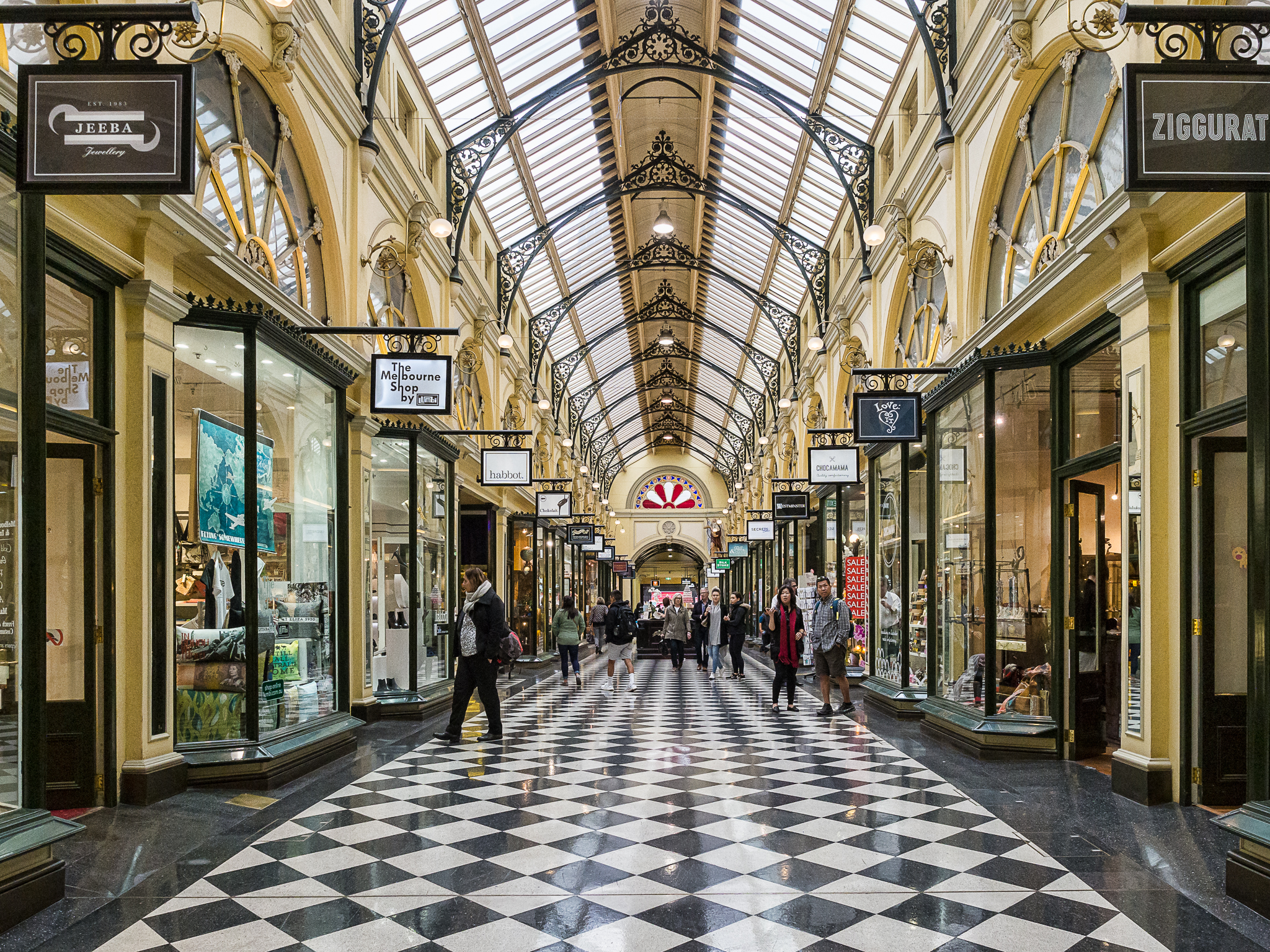

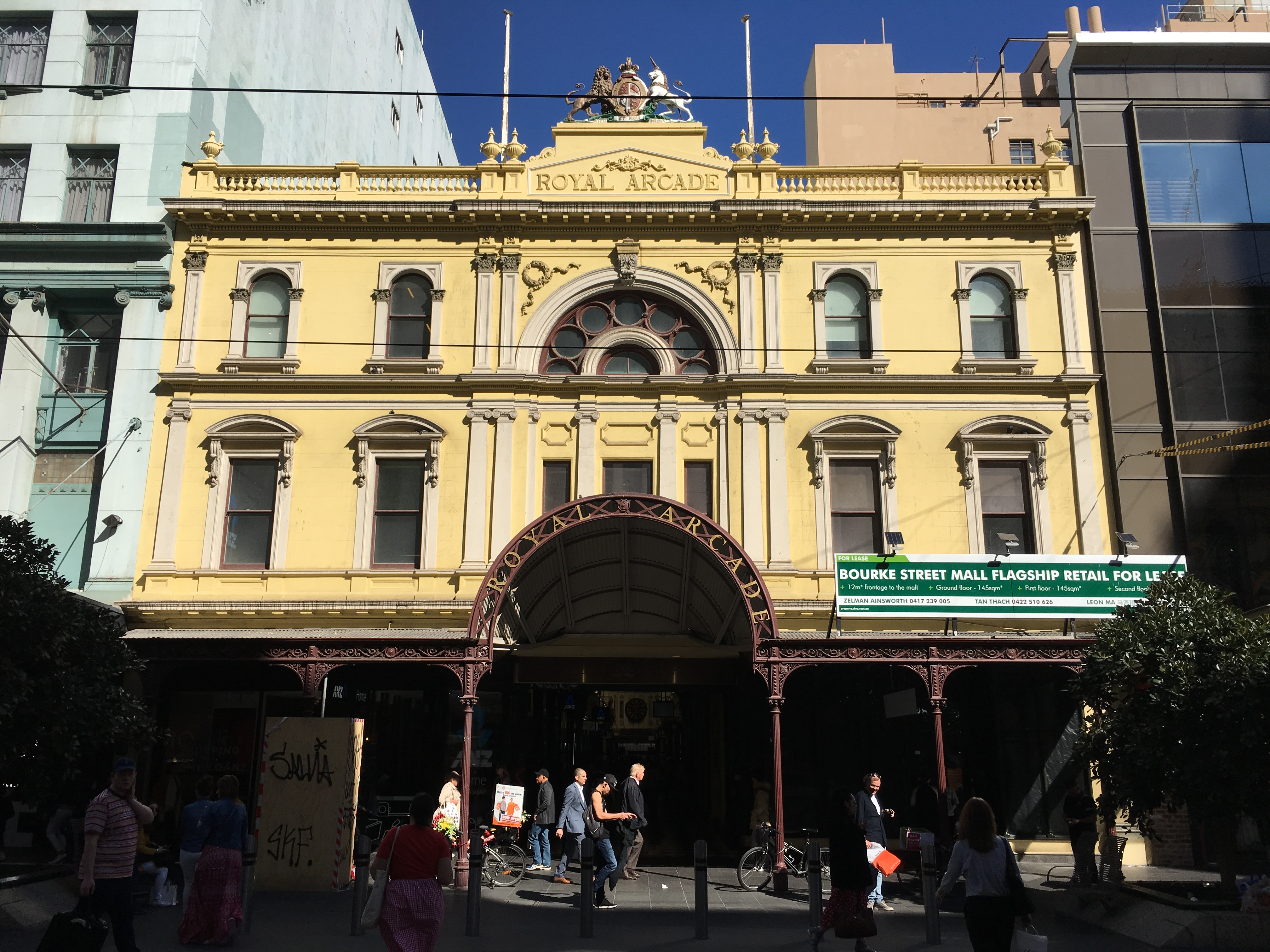

皇家拱廊（Royal Arcade）是澳大利亚墨尔本中央商务区内的一家历史悠久的购物拱廊。 它于1870年开业， 主入口面向伯克街（Bourke Street），向南连接小科林斯街（Little Collins Street），还有一条支路向西通往伊丽莎白街（Elizabeth Street）。这是澳大利亚现存的最古老的拱廊，内部充满优雅的光线，以及南部入口两侧的大型雕刻神话人物歌革和瑪各而闻名。
皇家拱廊与墨尔本另一个维多利亚时代的拱廊，即附近的布洛克拱廊（Block Arcade）一样，也是城市的旅游标志，构成中央商务区内巷道和拱廊网络的一部分。
该拱廊被列入维多利亚遗产名录。 它也是墨尔本“金里古迹追寻”（Golden Mile heritage walk）的一部分。

## 历史
皇家拱廊由查尔斯·韦伯（Charles Webb）设计，他于1868年赢得了设计比赛。拱廊的特点是高高的玻璃屋顶，和一排拱形窗户，通往每家商店上方的储藏室。1870年5月2日，市长为拱廊正式揭幕。
拱廊最著名的特色是南端，雕刻的歌革和瑪各神话人物，侧面是“冈特的时钟”，每小时触发人物的手臂敲钟一次。冈特是当时墨尔本最著名的钟表制造商。 而北端则是时间老人像，都是1893年添加的。<ref>

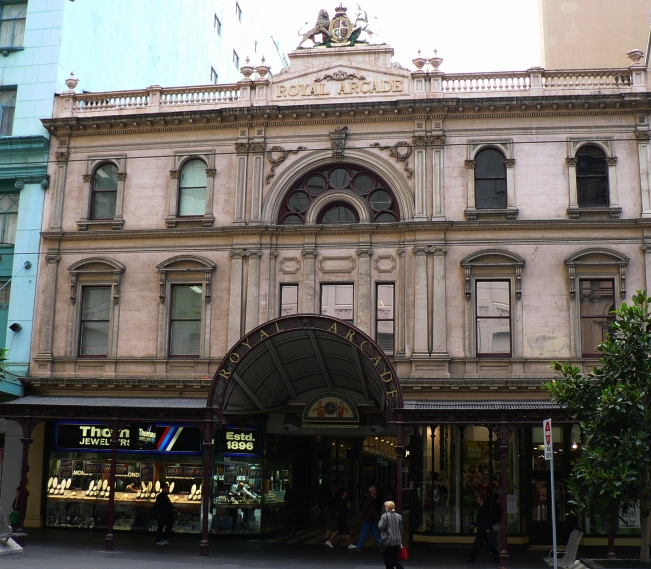
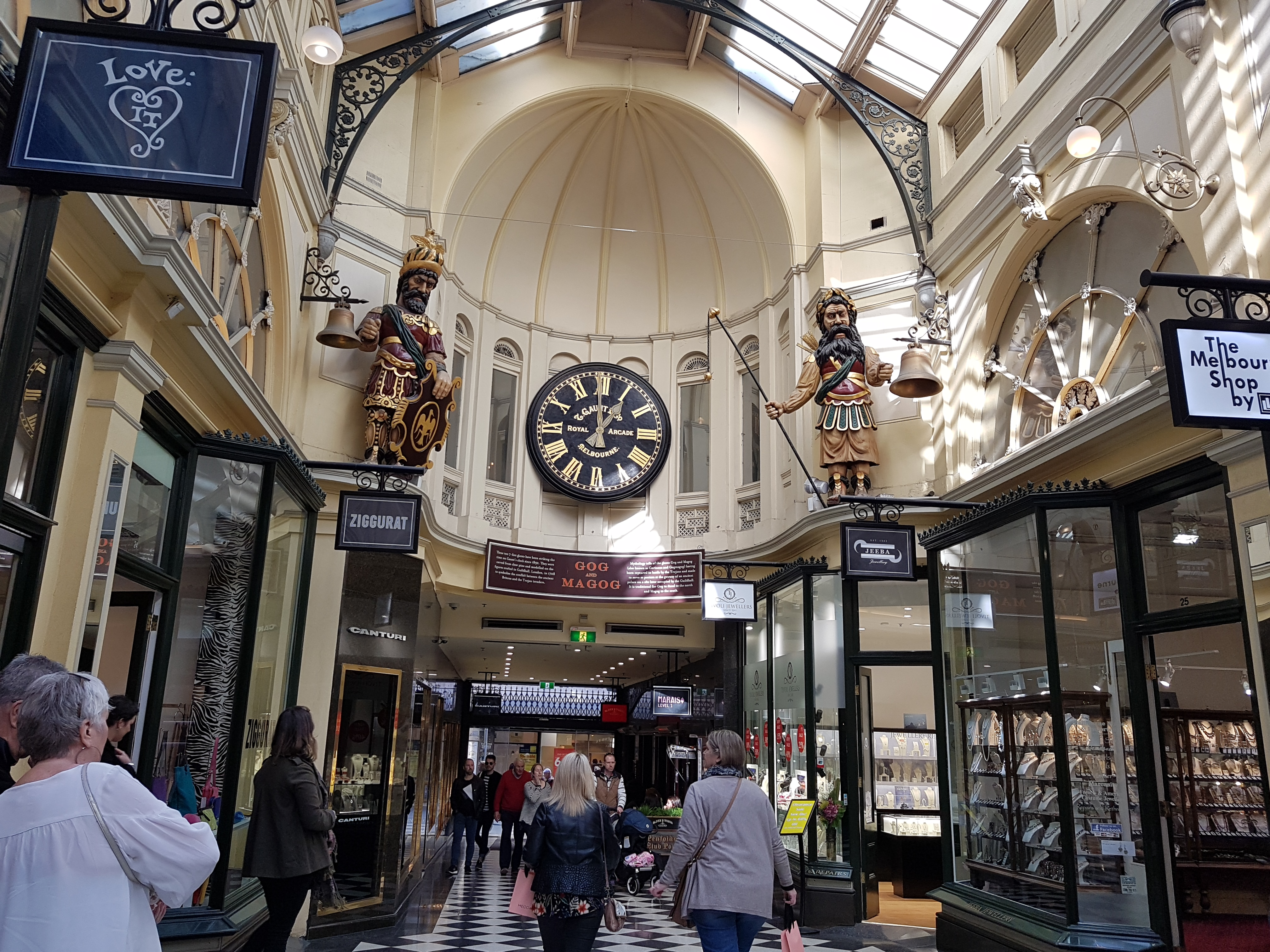
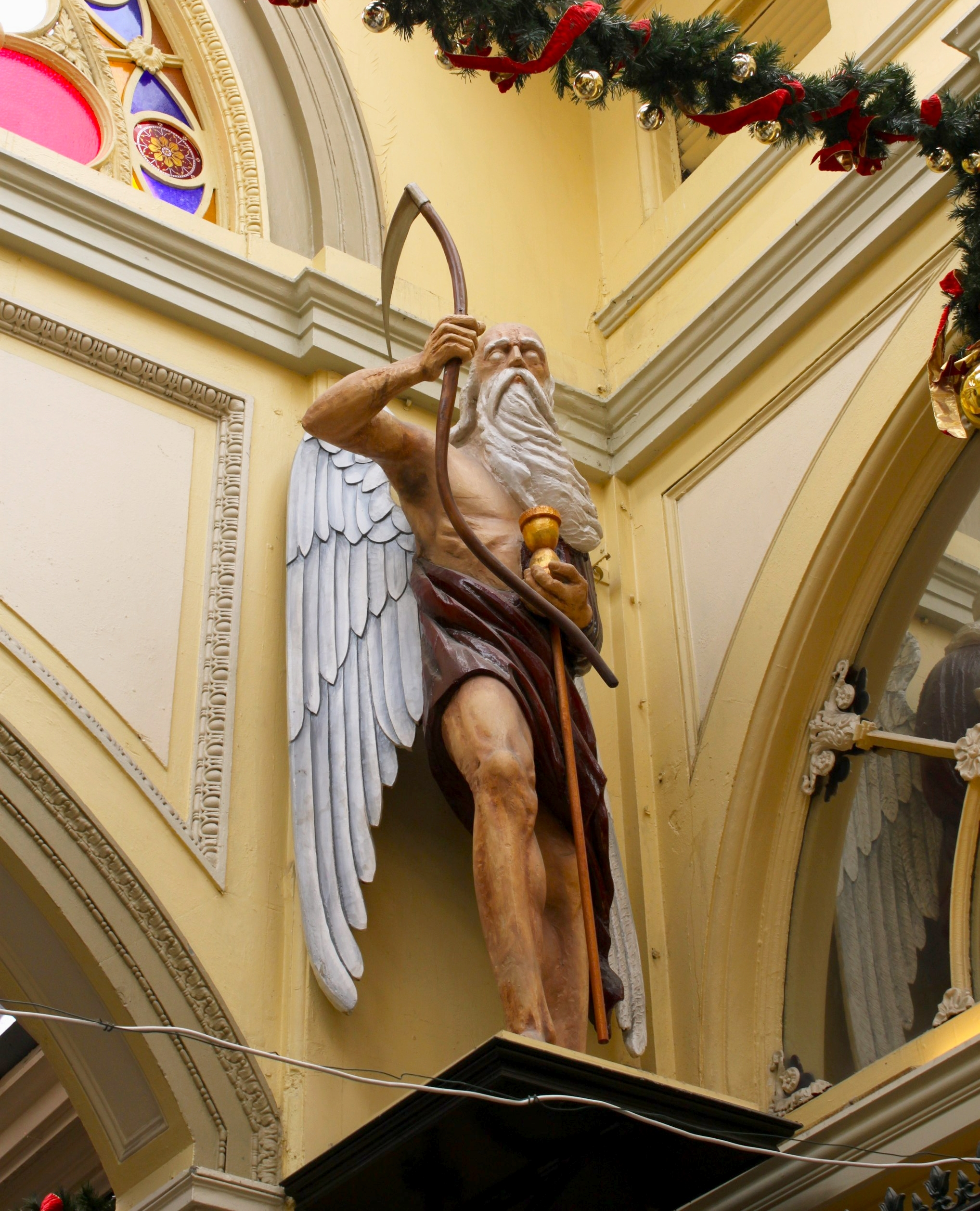
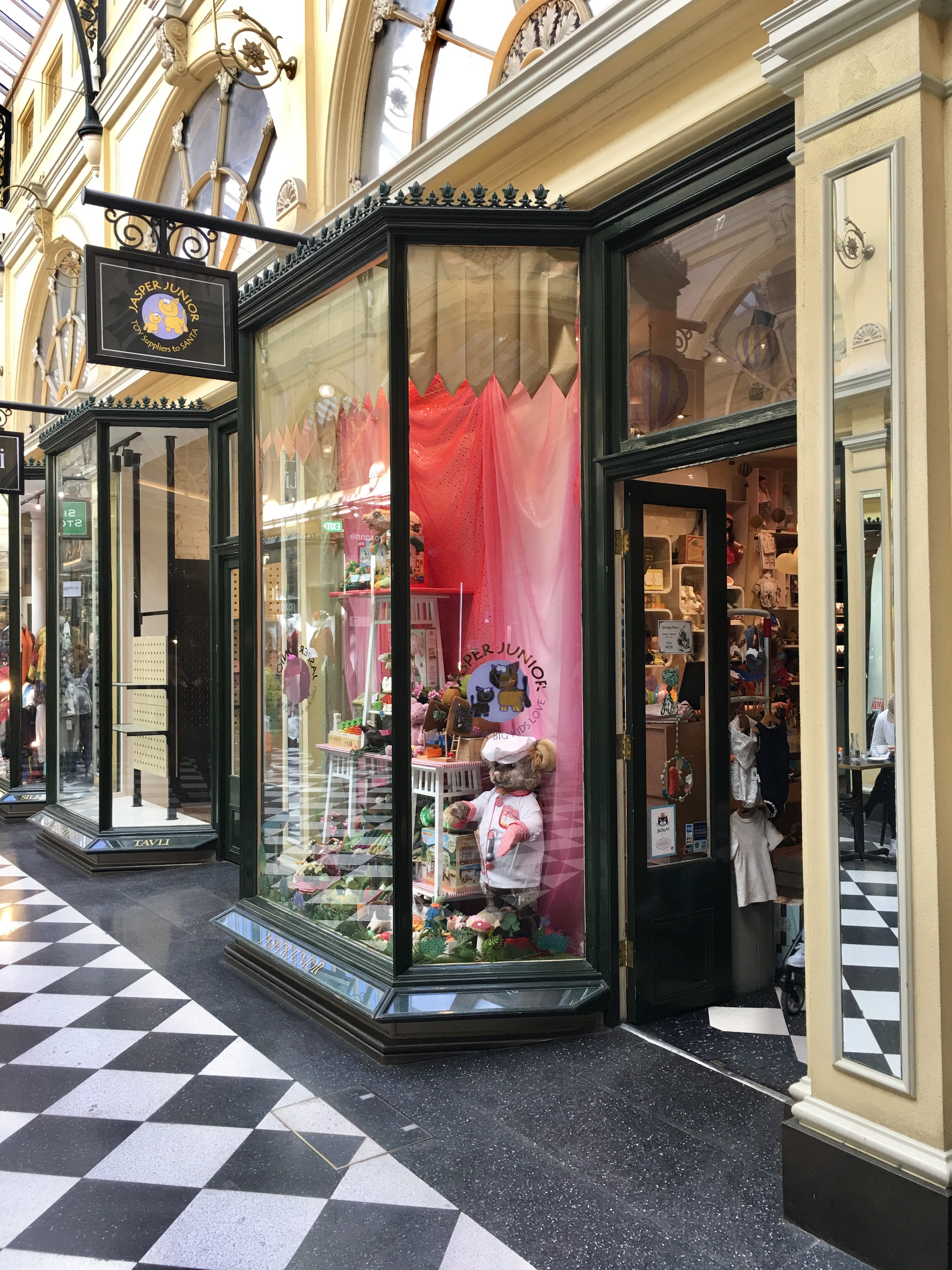